# ناحیه کانتمیر
ناحیه کانتمیر (به لاتین: Cantemir District) یک منطقهٔ مسکونی در مولداوی است که در مولداوی واقع شده‌است. ناحیه کانتمیر ۸۷۰ کیلومتر مربع مساحت و ۵۲٬۱۱۵ نفر جمعیت دارد و ۳۰۱ متر بالاتر از سطح دریا واقع شده‌است.